# Bumper Stickers
Bumper Stickers est un groupe de rock alternatif canadien, originaire de Bellechasse, au Québec. Le groupe compte deux albums studio,  Si j'avais eu un char (2006), et Pas mal plus mature (2010).

## Biographie

### Débuts (2003-2005)
Les quatre membres originaux du groupe sont originaires de Bellechasse, au Québec. Ceux-ci, d'abord membres d'un groupe de cover appelé Ceuz-là, se lancent dans la composition de chansons rock francophone et forment les Bumper Stickers. En 2004, ils font une vingtaine de spectacles, dont plusieurs concours et festivals. Ils jouent entre autres deux fois à l'Agora de Québec (en première partie de Shinedown, et au Liberté Fest organisé par CHOI-FM. Ils composeront la chanson Simon Laliberté pour l'occasion. La version live de la chanson est disponible sur l'album du Liberté Fest, vendu à près de 10 000 exemplaires. Une version studio est aussi enregistrée, et diffusée sur les ondes de CHOI-FM. Elle atteindra la 45e place du Top 100 francophone sur le BDS Radio[réf. nécessaire].
En 2005, ils commencent à travailler sur leur premier album intitulé Si j'avais eu un char. Le groupe étant à leur première arme dans ce domaine, décide de s'entourer de Guillaume Doiron et de Steeve « Slice » Lapointe qui sera leur gérant de 2005 à 2008 et qui est le claviériste d'EONZ.  Pour enregistrer leur premier album, ils décident de s'enfermer chez Vic Vice dans Bellechasse.

### Renouveau (2006-2009)
En février 2006, leur album Si j'avais eu un char sort chez la plupart des disquaires. Il s'est d'ailleurs retrouvé parmi les meilleurs vendeurs de certains disquaires, spécialement dans la région de Québec. En mars 2006, ils créent leur premier vidéoclip Si j'avais eu un char mettant en vedette Dany Bernier (Babu), de Musique Plus. Ce clip atteint la deuxième place du top 5 franco à Musique Plus. Au mois de juillet 2006, ils tournent leur second vidéoclip Old Orchard. Au début, il devait y avoir une centaine de figurants. Or, la pluie gâche la séance de tournage. Ils doivent alors opter un plan B : tourner à l'Éco-Parc du lac Etchemin. Le clip est refusé par le comité de sélection de Musique Plus. Daniel quitte le groupe au mois de novembre 2006, une semaine après le tournage du 3e vidéoclip appelé Nouveau paget, également refusé à Musique Plus. Il est remplacé par Nicolas Chamberland.
En février 2007, le groupe devient porte-parole du CJE de Bellechasse et donne des spectacles-conférence qui parle d'entreprenariat. En décembre 2007, ils lancent Stadaconé avec la collaboration du groupe La Ratoureuse pour souligner le 400e de la Ville de Québec. Cette pièce est téléchargée plus de 15 000 fois depuis sa sortie sur le site internet officiel du groupe.  Plusieurs média se sont intéressés à cette pièce qui est une chanson alternative à la chanson officielle du 400e. 
Depuis le milieu de 2007, le groupe est en préparation d'un 2e album. En février 2008, Sébastien quitte le groupe et est remplacé par Julien Jacques.

### Pas mal plus mature(depuis 2010)
En 2010, Stadaconé est remixée et figure sur l'album de La Série Québec-Montréal des Productions J. Le 7 mai 2010, leur deuxième album, intitulé Pas mal plus mature est lancé. Une partie des enregistrements de l'album est effectuée au Studio l'Oreille Gauche, dans le quartier Saint-Étienne à Lévis. En juillet 2010, le vidéoclip de Tchin-lé est lancé, et est vu plus de 15 000 fois.

## Membres

### Membres actuels
- François Pelchat - chant, basse
- Bruno Lachance - chant, guitare
- Nicolas Chamberland - guitare, chant (depuis 2006)
- Julien Jacques - batterie, chant (depuis 2008)

### Anciens membres
- Sébastien Lefebvre - batterie, chant (2003-2008)
- Daniel Pelchat - guitare, voix démoniaque (2003-2006)

## Discographie
- 2006 : Si j'avais eu un char
- 2010 : Pas mal plus mature